# Giovanni Beretta
Giovanni Beretta (Brissago, 1500 circa – 1560 circa) è stato un architetto svizzero-italiano.

## Biografia
Giovanni Beretta assieme al figlio Pietro, originari di Incella, frazione di Brissago, rappresentarono una corrente di derivazione amadeesca, sviluppatasi durante il XVI secolo nella zona piemontese del Lago Maggiore, seppur notevolmente influenzata dalla finitima produzione architettonica lombarda.
Il lavoro principale di Giovanni e Pietro Beretta fu di progettare e realizzare luoghi di culto.
Le prime notizie documentate sull'attività di Giovanni risalgono al 1526, quando si occupò della chiesa della Pietà presso Cannobio: per il disegno strutturale scelse una pianta quadrata caratterizzata dalle volte emisferiche incastonate in un tiburio, elemento tipico dell'arte romanica, che pur ricordando le caratteristiche della chiesa milanese di Santa Maria delle Grazie, risultò presente, soprattutto, in tutte le chiese cupolari lombarde di quel periodo. Il progetto risultò innovativo rispetto ai modelli bramanteschi, grazie alle gallerie impreziosite da luminose finestre trifore, dette abitualmente serliane. L'intera costruzione fu ampliata dal figlio Pietro il quale vi aggiunse la navata.
La seconda opera per cui vengono ricordati è la chiesa di Santa Maria in Selva di Ponte detta anche chiesa della Madonna di Ponte, situata a Brissago, in territorio elvetico: i lavori iniziarono nel 1526, quindi parallelamente alla precedente chiesa, e anch'essa con un disegno a pianta centrale quadrata.
Due anni dopo fu aggiunta la navata unica, con coro poligonale sormontato da un tamburo ottagonale, e nel 1545 il monumentale campanile.
Complessivamente la struttura esprime uno stile rinascimentale e risulta ancora correlata alle scuole lombarde e ispirata fortemente al tiburio del santuario di Saronno eretto dall'Amadeo.
Attivo anche nella località di Pallanza, è menzionato nel 1527 per i suoi lavori di ristrutturazione e di trasformazione di una vecchia chiesa, la Madonna di Campagna, per la quale fu scelta una soluzione vicina a quella di Brissago, con un tiburio a loggiato.
Le tre chiese evidenziarono una coerenza stilistica, talvolta mancante nell'architettura bramantesca lombarda e una armonia tra costruzione ed ambiente non così comune all'epoca.
La chiesa dei Santi Pietro e Paolo di Brissago, fu costruita da Giovanni Beretta costruì preesistenze medievale: seguì i lavori dal coro al presbiterio, e fu completata dal figlio Pietro nei primi anni del Seicento.
A Giovanni Beretta è attribuita anche la Chiesa di San Francesco d'Assisi situata a Locarno.